# 이본 넬슨
이본 넬슨(Yvonne Nelson, 1985년 11월 12일 ~ )은 가나의 배우, 모델, 영화 프로듀서, 사업가이다.